# Kennedyho vesmírné středisko
Kennedyho vesmírné středisko (anglicky John F. Kennedy Space Center, zkratka KSC) je americké vesmírné středisko, pojmenované po bývalém americkém prezidentu J. F. Kennedymu, na Merritt Islandu na Floridě ve Spojených státech, které sousedí se základnou Cape Canaveral Space Force Station. Jedná se o jedno z deseti středisek spravovaných národní agenturou NASA, přičemž od prosince 1968 je hlavním startovacím střediskem kosmických letů. Ze startovacího komplexu 39, který spadá pod KSC, probíhaly starty programů Apollo, Skylab, Space Shuttle i nejnovější Artemis.
Na celkové ploše o velikosti 580 km² existuje kolem 700 zařízení a budov. Mezi nejznámější patří budova Vehicle Assembly Building, budova Launch Control Center, ze které se řídí starty, Operations and Checkout Building, kde se nacházejí ubytovny a kanceláře astronautů, rampy 39A a 39B a přistávací dráha pro raketoplány. Nachází se zde také návštěvnický komplex, který je přístupný veřejnosti.

## Historie
Od roku 1949 prováděla americká armáda startovací operace na mysu Canaveral. V prosinci 1959 přesunulo ministerstvo obrany pod agenturu NASA 5 000 zaměstnanců a Výzkumné středisko pro odpalování raket, ze kterého se později stal Launch Operations Directorate (LOD) spadající pod Marshallovo vesmírné letové středisko (MFCS).
Poté, co prezident John Kennedy dal v roce 1961 za cíl, aby přistály Spojené státy na Měsíci do roku 1970, bylo nutno rozšířit celou agenturu NASA a její dosavadní odpalovací místa. 1. července 1962 byl LOD vyčleněn z MSFC a stalo se samostatným střediskem pod názve Launch Operations Center (LOC). Mys Canaveral však nestačil na postavení celého komplexu, který byl určen pro supertěžkou raketu Saturn V o výšce 111 m a tahu 33 000 kN, která měla být sestavena vertikálně ve velkém hangáru a převezena na mobilní plošině na jednu z několika startovacích ramp. Z tohoto důvodu bylo rozhodnuto o výstavbě nového komplexu LOC, který se měl nacházet vedle mysu Canaveral na ostrově Merritt Island.
NASA zahájila v roce 1962 akvizici pozemků, přičemž zakoupila vlastnické právo na 340 kilometrů čtverečních a jednala se státem Florida o dalších 230. Dne 29. listopadu 1963 dostal objekt svůj současný název od prezidenta Lyndona B. Johnsona na základě příkazu č. 11129. Johnsonův příkaz spojil jak civilní LOC, tak vojenskou stanici číslo 1, tzv. Atlantic Missile Range, která patřila pod Cape Canaveral pod označení John F. Kennedy Space Center (česky Vesmírné středisko Johna F. Kennedyho), což v povědomí veřejnosti zplodilo určitý zmatek spojující tyto dva objekty. Tehdejší ředitel NASA James E. Webb reagoval na zmatení vydáním směrnice, podle níž se název Kennedyho vesmírné středisko vztahoval pouze na LOC, zatímco letectvo vydalo obecný rozkaz přejmenovávající vojenskou odpalovací stanici Cape Kennedy Air Force Station.

### Ředitelé
Od počátku mělo Kennedyho vesmírné středisko dohromady 11 ředitelů, z nichž tři byli zároveň aktivní astronauté (Crippen, Bridges, Cabana):
- Kurt H. Debus (1962–1974)[7]
- Lee R. Schrerer (1975–1979)[8]
- Richard G. Smith (1979–1986)[9]
- Forrest S. McCartney (1987–1991)[10]
- Robert L. Crippen (1992–1995)[11]
- Jay F. Honeycutt (1995–1997)[12]
- Roy D. Bridges, Jr. (1997–2003)[13]
- James W. Kennedy (2003–2007)[14]
- William W. Parsons (2007–2008)[15]
- Robert D. Cabana (2008–2021)[16]
- Janet E. Petro (2021–)[17]

## Zázemí

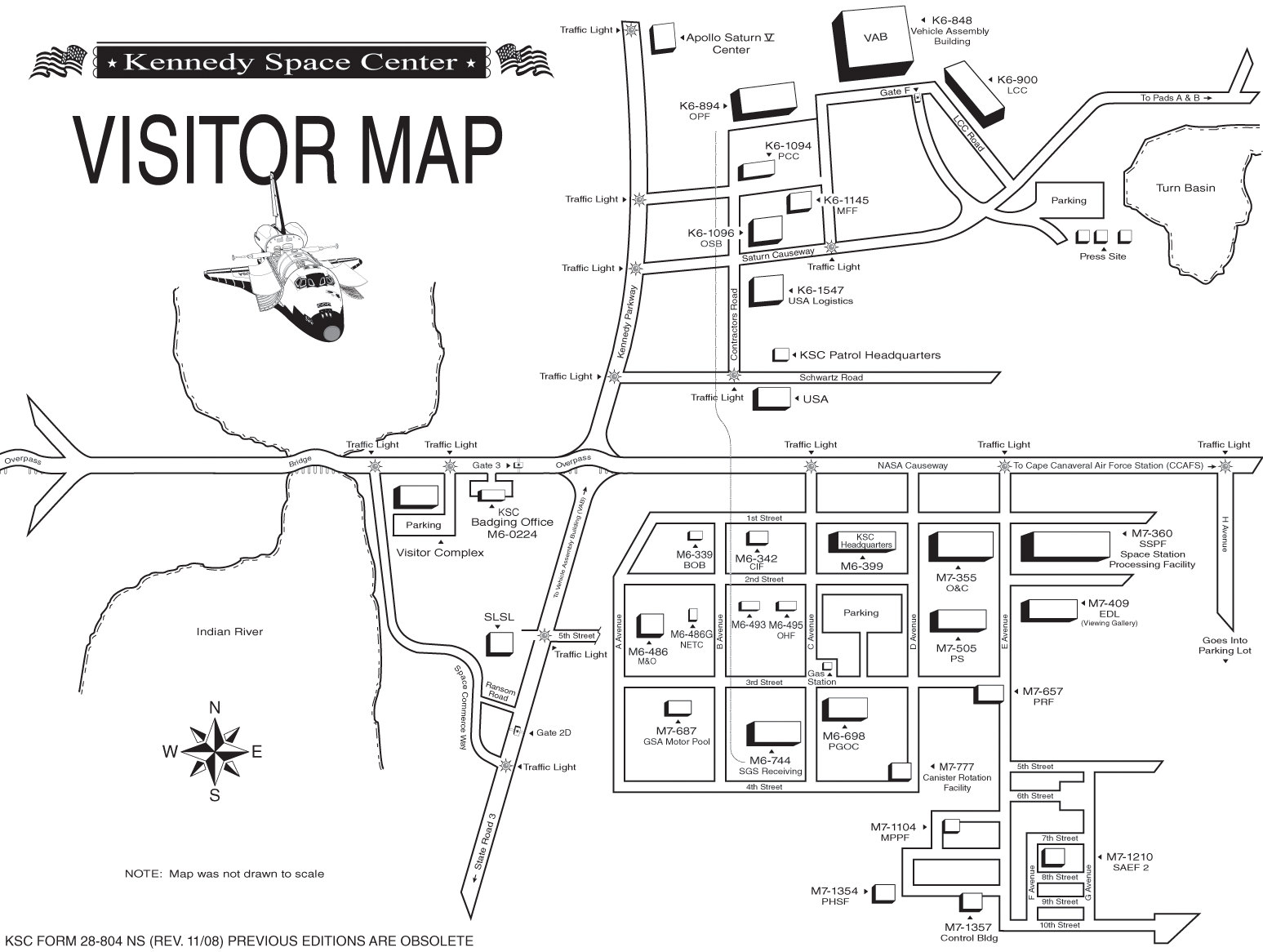
Mapa Kennedyho vesmírného střediska – jeho průmyslové oblasti

Budovy a zařízení v Kennedyho vesmírném středisku souvisí přímo s vypouštěním raket a kontrole misí – nenachází se zde žádná továrna. V budově velitelství se nacházejí kanceláře, knihovna, filmový a fotografický archiv, přičemž knihovna obsahuje více než čtyři miliony položek souvisejících s historií a prací na Kennedyho středisku. Jako jedna z deseti knihoven střediska NASA v zemi se její sbírka zaměřuje na techniku, vědu a technologii. Archivy obsahují plánovací dokumenty, filmové kotouče a originální fotografie pokrývající historii KSC. Knihovna není přístupná veřejnosti, ale je k dispozici zaměstnancům KSC, vesmírných sil a námořnictva, kteří na místě pracují. V roce 2019 byla v rámci konsolidace centrálního areálu dokončena nová budova velitelství.
Středisko také provozovalo vlastní krátkou železniční trať o délce 27 km, jejíž provoz byl ukončen v roce 2015 prodejem posledních dvou lokomotiv. Třetí již byla věnována muzeu.

### Zpracování užitečného nákladu
- Neil Armstrong Operations and Checkout Building (zkratkou O&C) je historickým objektem v středisku KSC – od 60. let 20. století sloužil k příjmu, zpracování a integraci užitečného nákladu pro programy Gemini a Apollo, program Skylab v 70. letech a pro prvotní části Mezinárodní vesmírné stanice až do 90. let 20. století.[23] Také zde astronauti sloužící v programech Apollo a Space Shuttle nastupovali do transportního vozu, který je odvezl na startovací komplex 39.[24]

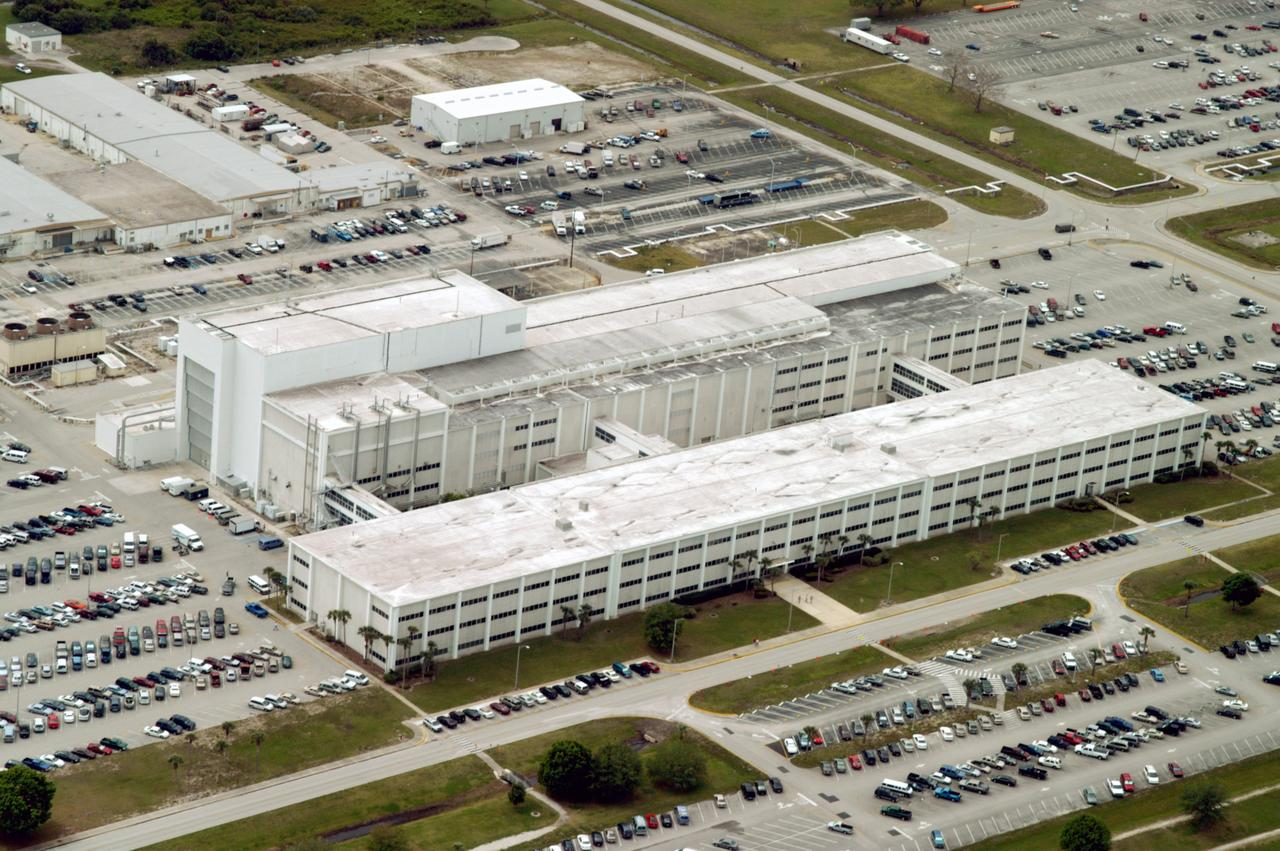
Budova Operations and Checkout Building nacházející se v KSC

- Třípodlažní budova Space Station Processing Facility (SSPF) o rozloze 42 500 m2, otevřená v roce 1994, se skládá ze dvou velkých zpracovatelských hal, přechodové komory, provozních řídicích místností, laboratoří, logistických prostor a kanceláří.[25]
- Vertical Processing Facility (VPF) je budova určená pro přípravu raket, raketoplánů a nákladu při vertikální orientaci.[25]
- Hypergolic Maintenance and Checkout Area (HMCA) se skládá ze tří budov, které jsou izolovány od zbytku průmyslového areálu kvůli nebezpečným materiálům, s nimiž se zde manipuluje. V HMCF byly skladovány a servisovány moduly s hypergolickým palivem.[26]
- Multi-Payload Processing Facility je budova o rozloze1 825 m2, která slouží ke zpracování kosmických lodí Orion a užitečného nákladu.[27]
- Payload Hazardous Servicing Facility (PHSF) obsahuje servisní prostor o rozměrech 21 × 34 m určený k manipulaci s nebezpečným nákladem.[28]

### Startovací komplex 39
Výstavba komplexu s označením LC-39 za 800 milionů dolarů byla zahájena v listopadu 1962. Rampy LC-39A a LC-39B byly dokončeny do října 1965, plánované plochy C, D a E byly zrušeny (rampa LC-39C byla později postavena, ale jako součást 39B), VAB byla dokončena v červnu 1965 a infrastruktura koncem roku 1966.
Startovací komplex 39 byl původně postaven pro raketu Saturn V, avšak od ukončení programu Apollo v roce 1972 byl komplex využíván ke startu všech letů NASA s lidskou posádkou do vesmíru, včetně Skylabu (1973), testovacího projektu Apollo-Sojuz (1975) a programu Space Shuttle (1981–2011).

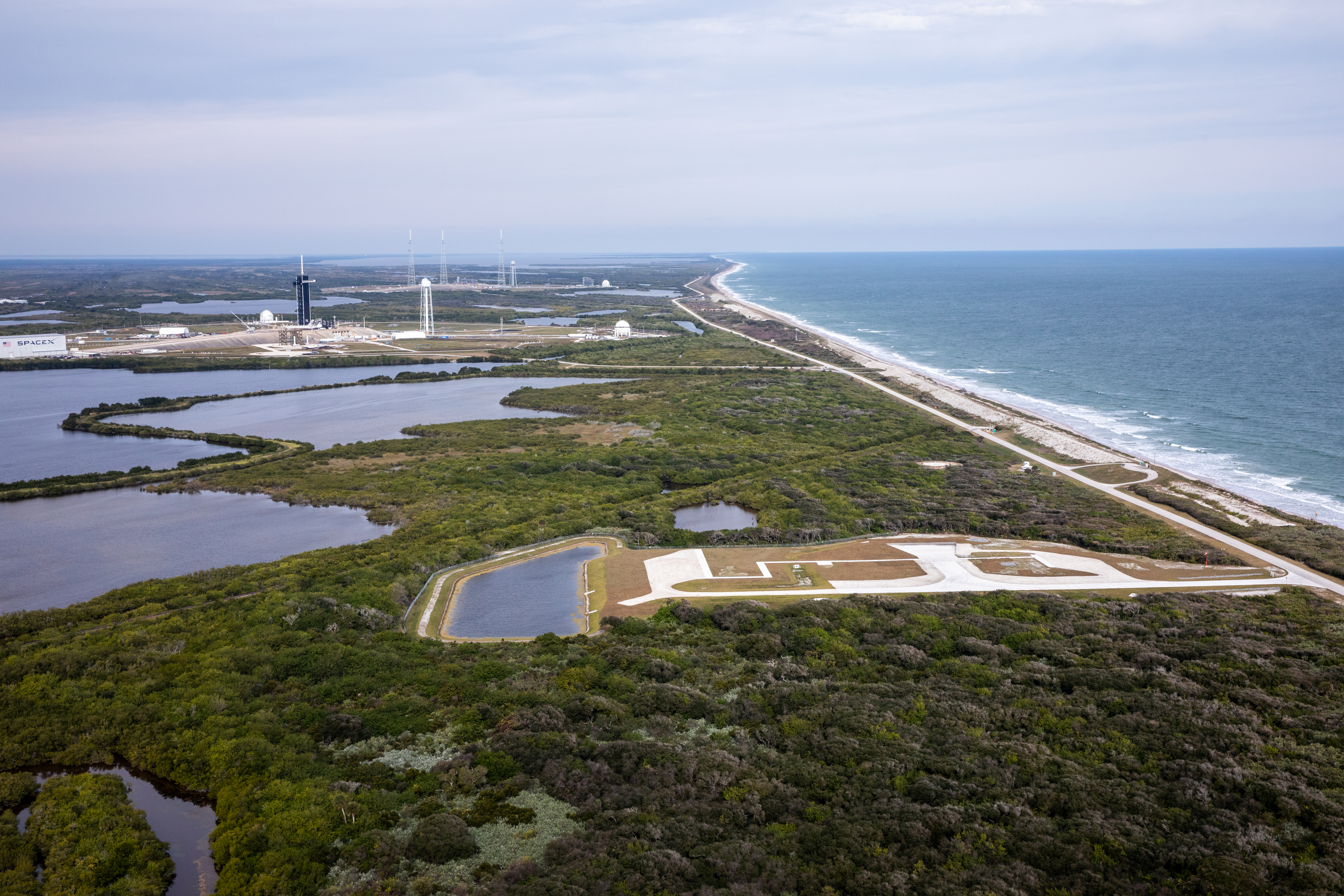
Pohled na startovací komplex 48

### Startovací komplex 48
Startovací komplex 48 (LC-48) je startovací místo určené pro malé a lehké nosné rakety. Nachází se mezi startovacím komplexem 39A a startovacím komplexem 41. V startovacím komplexu 48 se nachází pouze jedna rampa, ale do budoucna je možná ho rozšířit na dvě.

### Návštěvnický komplex
Veřejnostio se otevřel 1. července 1962. Důvodem pro jeho zřízení bylo mj. veřejnosti představit projekty, které stály daňové poplatníky miliardy dolarů. V návštěvnickém komplexu Kennedyho vesmírného střediska, který od roku 1995 provozuje společnost Delaware North, se nachází řada exponátů, expozic a atrakcí o historii a budoucnosti lidských letů do vesmíru. Součástí komplexu je také středisko Apollo-Saturn V severně od VAB, kde se ve velké hale nachází originál rakety Saturn V rozdělené na jednotlivé stupně – jedná se o raketu, která nebyla použita kvůli seškrtání rozpočtu NASA, a Síň slávy astronautů Spojených států. V březnu 2016 návštěvnické centrum odhalilo nové umístění ikonických odpočítávacích hodin u vchodu do komplexu; dříve byly hodiny umístěny spolu se stožárem na místě tisku. Hodiny byly původně postaveny a instalovány v roce 1969 a v lednu 2000 byly spolu se stožárem zapsány do Národního registru historických míst. V létě 2019 byl do střediska Apollo/Saturn V přemístěn lunární modul 9 v rámci oslav 50. výročí programu Apollo.

### Historické lokace
NASA uvádí jako historická místa:
- Přistávací dráha raketoplánů (SLF)
- Orbiter Processing Facility
- Komplex pro demontáž a renovaci raketových nosičů na tuhé pohonné hmoty (SRB)
- Železniční systém NASA
- Průmyslový areál stanice kosmických sil na mysu Canaveral ve vlastnictví NASA

Mimo tyto historické okrsky se nachází 24 historických nemovitostí, včetně raketoplánu Atlantis, pásové dráhy a provozní a kontrolní budovy. Na KSC se nachází jedna národní historická památka, 78 památek zapsaných nebo způsobilých pro zápis do Národního registru historických míst (NRHP) a 100 archeologických nalezišť.

## Programy

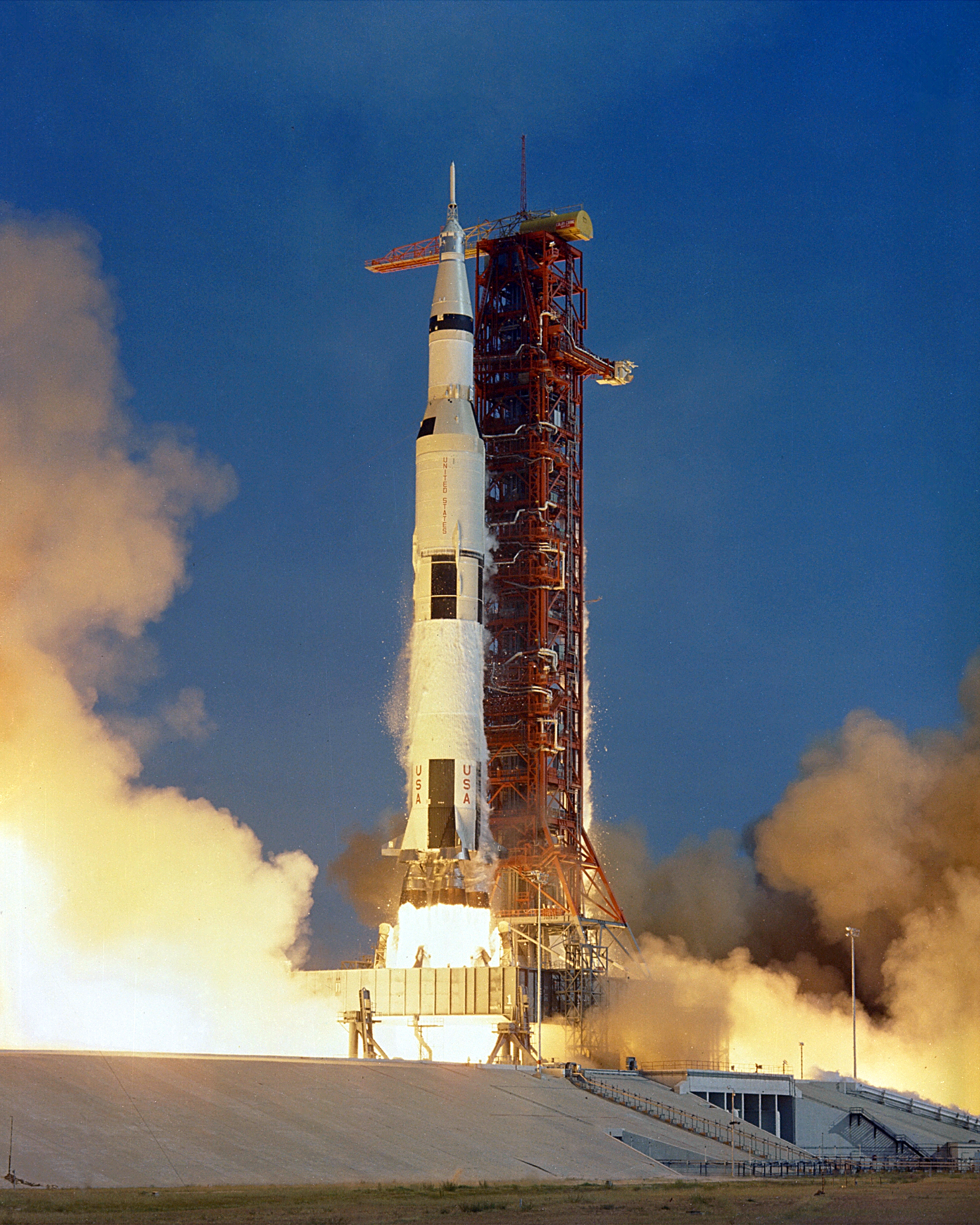
Start mise Apollo 11 z rampy LC-39A z KSC.

### Zrušené

#### Program Apollo
V letech 1967 až 1973 se uskutečnilo 13 startů nosné rakety Saturn V. První ze dvou letů bez posádky, Apollo 4, který se uskutečnil 9. listopadu 1967, byl zároveň prvním startem rakety z Kennedyho vesmírného střediska. První start Saturnu V s posádkou byl 21. prosince 1968 – mise Apollo 8, která měla za cíl oběžnou dráhu Měsíce. Mise prvního přistání na Měsíci, pod názvem Apollo 11, odstartovala z rampy LC-39A 16. července 1969. V letech 1969 až 1972 vzlétaly z Kennedyho střediska všechny zbývající lety programu Apollo, tedy 12–17.

#### Skylab
14. května 1973 vynesla raketa Saturn V na oběžnou dráhu vesmírnou stanici Skylab z rampy 39A. Zároveň v té době však už byly rampy 34 a 37 používané pro Saturn IB na Cape Caneveral vyřazeny z provozu, a tak byla rampa LC-39B upravena pro Saturn IB a použita k vypuštění tří misí s posádkou ke Skylabu v témže roce a také poslední rakety Saturn IB pro projekt Apollo-Sojuz v roce 1975.

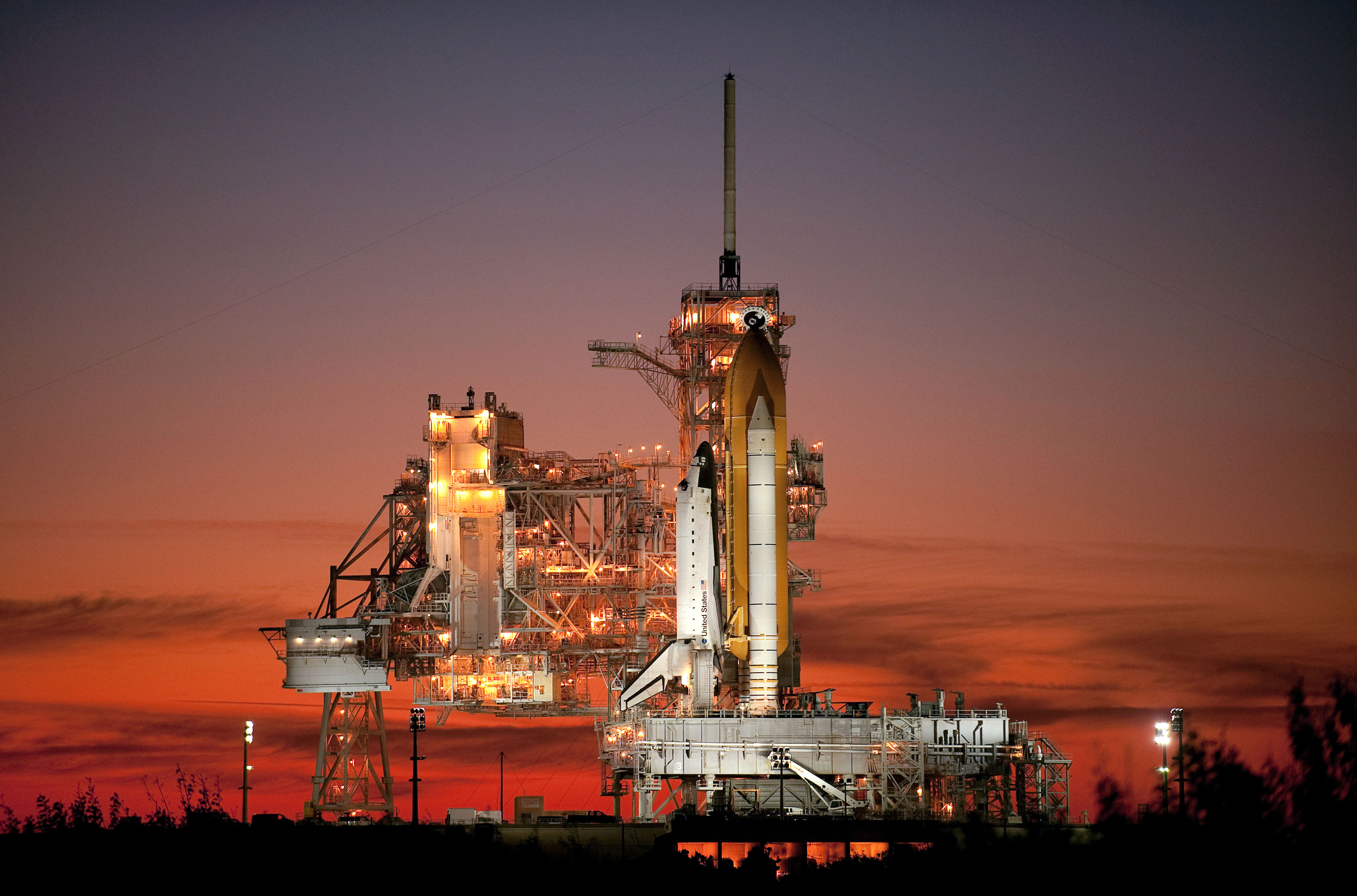
Raketoplán Atlantis při přípravách na vzlet v rámci mise STS-129, 16. listopadu 2009.

#### Space Shuttle
V průběhu vývoje raketoplánu Space Shuttle obdržela NASA návrhy na vybudování alternativních míst pro start a přistání raketoplánů mimo Kennedyho středisko. KSC však mělo důležité výhody, včetně stávajícího vybavení, polohy na důležité dopravní tepně Intracoastal Waterway a to, že je umístěno na jižní polokouli, která poskytuje rychlostní výhodu misím vypouštěným na východní, téměř rovníkové, dráhy. Přestože se ze začátku uvažovalo o vybudování nového stanoviště na White Sands Missile Range v Novém Mexiku, NASA v dubnu 1972 oznámila své poslední rozhodnutí využít pro raketoplán Kennedyho středisko.
Koncem 70. let 20. století byl celý startovací komplex 39 přepracován pro potřeby raketoplánu Space Shuttle – v blízkosti VAB byly postaveny dva hangáry pro opravu raketoplánů, pod názvem Orbiter Processing Facility, a v 80. letech přibyl třetí. Primárním místem přistání raketoplánů na konci mise byla původně Edwardsova letecká základna v Kalifornii, ale od února 1984, s přistáním raketoplánu Challenger, byla používána nově vystavěná, 4,7 kilometrů dlouhá, ranvej Shuttle Landing Facility (SLF) nedaleko Kennedyho vesmírného střediska. Edwardsova základna tak byla už pouze záložní.

#### Constellation
28. října 2009 byl z Kennedyho vesmírného střediska, z rampy 39B, proveden start rakety Ares I-X. Program byl však k únoru 2010 zrušen.

### Aktuální

#### Mezinárodní vesmírná stanice
Na počátku 90. let 20. století, když se začaly navrhovat moduly pro tehdy novou Mezinárodní vesmírnou stanici, začalo Kennedyho středisko spolupracovat s dalšími středisky NASA a Mezinárodními partnery na přípravě zázemí pro přípravy před startem a na palubě raketoplánů Space Shuttle. Ředitelství KSC tak využilo své praktické zkušenosti se zpracováním 22 misí pro Spacelab, aby získalo očekávání ohledně zpracování ISS – tyto zkušenosti tak posloužily k návrhu zázemí pro zpracování raketoplánů a modulů ISS – Space Station Processing Facility (SSPF).
V letech 1997 až 2007 KSC plánovalo a provádělo pozemní zkoušky a prověrky modulů stanic. Díky tomu byly nalezeny a opraveny četné problémy, které by bylo obtížné až téměř nemožné provést na oběžné dráze.

#### CRS a CCP

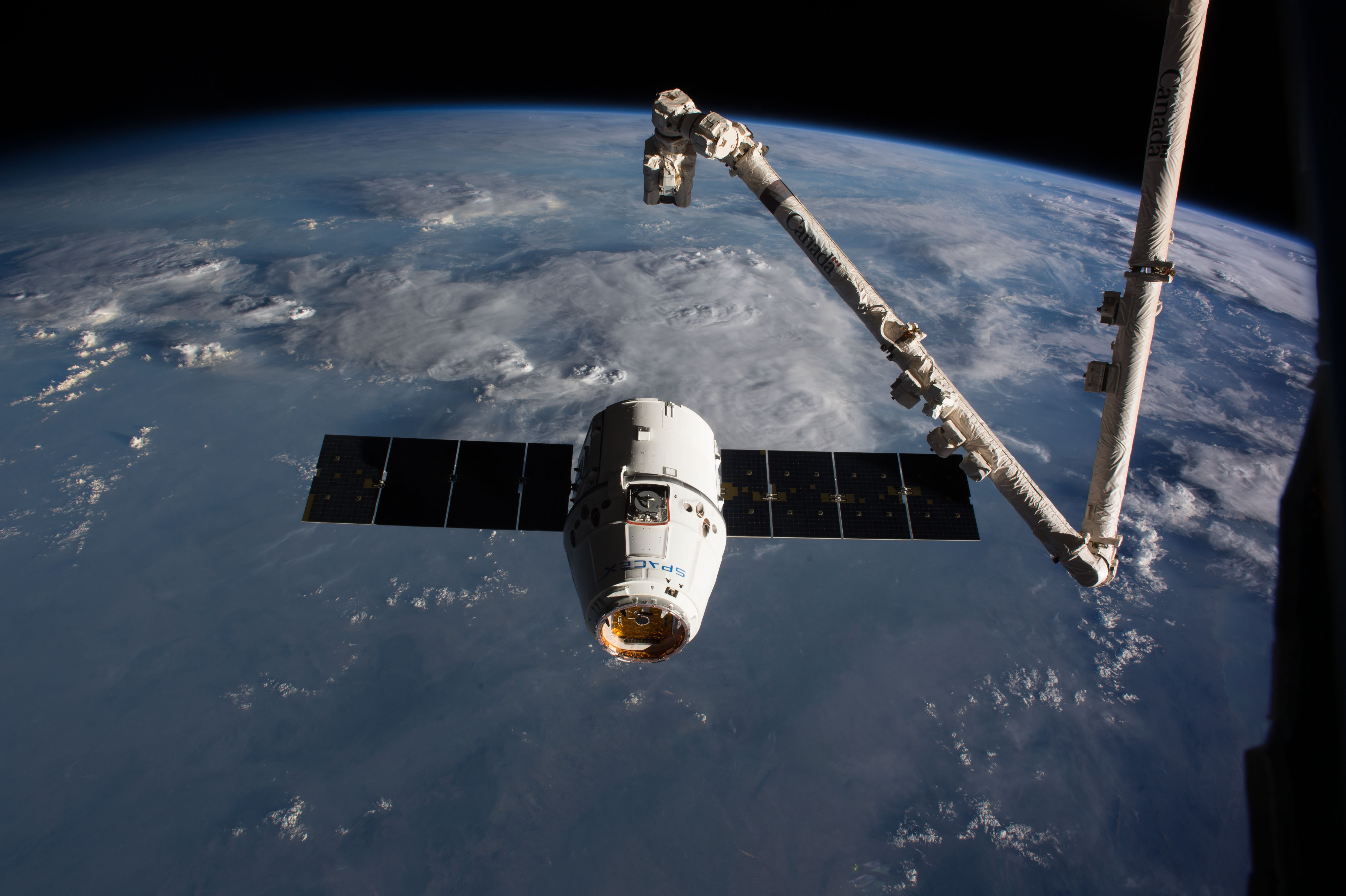
Loď Dragon 2 od SpaceX doručující náklad na ISS.

SpaceX se aktivně podílí na chodu Mezinárodní vesmírné stanice tím, že dodává materiály pomocí Commercial Resupply Services (CRS) a dopravuje astronauty a kosmonauty – Commercial Crew Program.

#### Program Artemis a SLS
16. listopadu 2022 odstartovala ze startovacího komplexu 39, rampy 39B, nosná raketa Space Launch System v rámci mise Artemis I. V přípravách jsou také další mise, Artemis II až Artemis IV, které by měly startovat také z rampy 39B v KSC.

#### Gateway
Navrhovaná vesmírná stanice Gateway, která má obíhat kolem Měsíce (podobně jako ISS kolem Země), by měla být zpracovávána v zařízení pro zpracování kosmických stanic – SSPF.